# Wolf-Dieter Ebersbach
Wolf-Dieter Ebersbach (* 25. August 1940 in Gera) ist ein deutscher Fernsehjournalist und -moderator.
Ebersbach arbeitete ab 1964 für die Schwäbische Zeitung in Leutkirch. 1968 begann er als Wirtschaftsredakteur beim Südwestfunk in Baden-Baden. Bekannt wurde er durch seine Moderationen der Sendungen plusminus, Infomarkt, ARD-Ratgeber Auto und Verkehr und vor allem von Das Rasthaus, das er 19 Jahre lang von 1986 bis zu seiner Pensionierung 2005 moderierte. 1986 wurde ihm für die neue Rubrik Frau und Auto in dieser Sendung sofort die Saure Gurke in Silber verliehen.
Ebersbach erhielt für seine journalistische Arbeit und insbesondere sein Engagement für die Verkehrssicherheit aber auch positiv gemeinte Preise. So alleine viermal den Christophorus-Preis des Gesamtverbandes der Deutschen Versicherungswirtschaft, den Deutschen Verkehrssicherheitspreis in Gold der Deutschen Verkehrswacht, den Ehrenpreis der Björn-Steiger-Stiftung, sowie für seine Dokumentation Nach Ladenschluß den Ernst-Schneider-Preis.
Ebersbach lebt in Rastatt, ist als Pressesprecher des Flughafens Karlsruhe/Baden-Baden am Baden-Airpark tätig und zudem Privatpilot und Fluglehrer.